# Ocellularia minutula
Ocellularia minutula är en lavart som beskrevs av Hale. Ocellularia minutula ingår i släktet Ocellularia och familjen Graphidaceae.   Inga underarter finns listade i Catalogue of Life.